# Thrasydaios (Königsmörder)
Thrasydaios (altgriechisch Θρασυδαῖος Thrasydaíos) war ein Eunuch, der den König von Salamis, Euagoras I., und dessen Sohn und Thronfolger Pnytagoras 374/373 v. Chr. getötet haben soll.